# Johann Henrich Ursinus

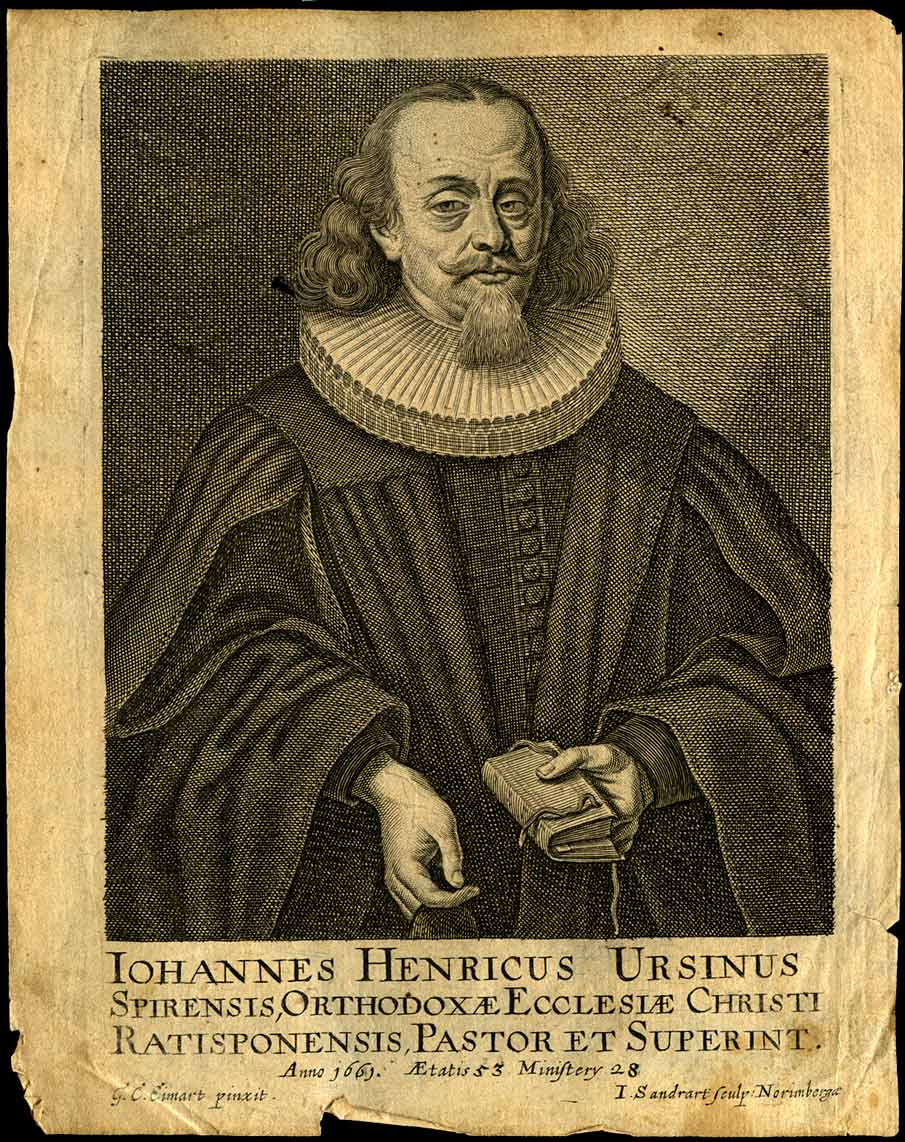
Johann Henrich Ursinus (Kupferstich von Georg Christoph Eimmart, verlegt bei Jacob von Sandrart, 1661)

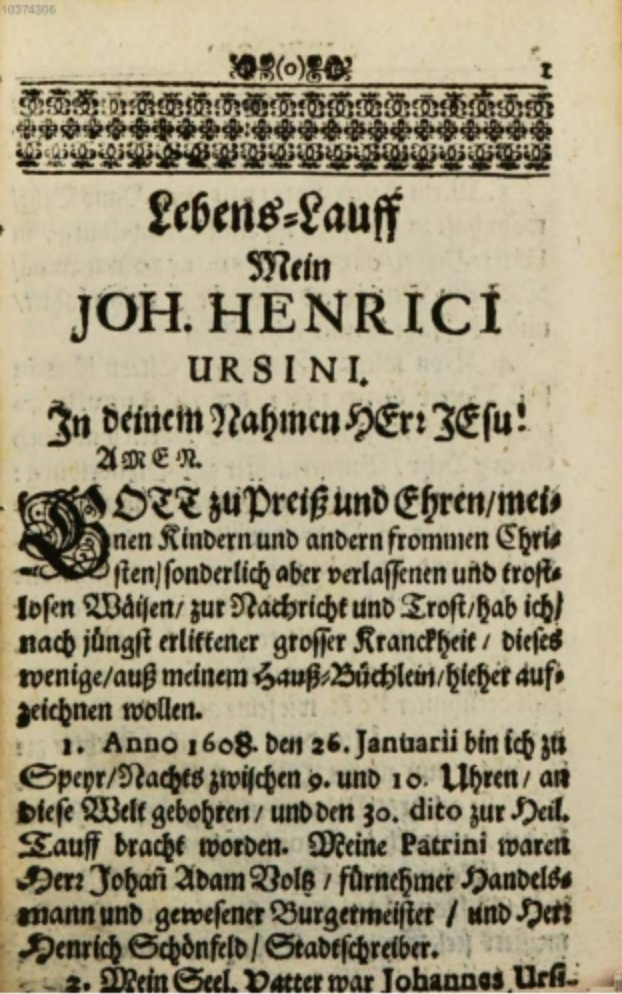
Erste Seite aus Ursinus selbstverfasstem Lebenslauf (1666)

Johann Henrich (Heinrich) Ursinus, latinisiert Johannes Henricus Ursinus, oder Johann Heinrich Ursin (* 26. Januar 1608 in Speyer; † 14. Mai 1667 in Regensburg) war ein deutscher lutherischer Theologe und humanistisch-theologischer Gelehrter und Autor.

## Biografie
Ursinus wurde in der damaligen freien Reichsstadt Speyer am Vorabend des Dreißigjährigen Krieges als ältestes von acht Kindern geboren. Seine Eltern waren Johannes Ursinus der Jüngere, Notarius publicus Caesareus (kaiserlicher Notar), Stadtgerichtsprokurator und Stadtschreiber, und dessen Frau Anna Maria, geb. Lützig. Der Vater war in seiner Funktion als Notar infolge der Streitigkeiten zwischen verschiedenen Reichsständen in ganz Deutschland unterwegs, so z. B. 1606 in Braunschweig, anlässlich der Belagerung der Stadt, 1609 im Jülich-Klevischen Erbfolgestreit in Düsseldorf und Jülich, in Göttingen, Landau, Stuttgart, in Lauterbach wegen des Streits zwischen der Herrschaft Riedesel und dem Stift Fulda und an anderen Orten. Seine Reisetätigkeit fand erst mit dem Kriegsausbruch 1618 ihr Ende. 1622 verstarb der Vater im Alter von 39 Jahren.
Sein Sohn Johann Henrich schrieb sich nach Beendigung des Gymnasiums in Speyer am 1. März 1626 als Student an der Universität Straßburg ein. Ab 1627 war er Sekretär und Schreiber in einer Notarskanzlei. Ab 1629 lebte er aufgrund der durch die Kriegsereignisse verursachten allgemeinen Rechtsunsicherheit wieder bei der Mutter in Speyer und betätigte sich als Privat- und Hauslehrer. Im Jahr 1632 wurde die Stadt Speyer von spanischen Truppen eingenommen und in der Folge flüchteten zahlreiche Protestanten, darunter auch Ursinus, aus der Stadt. Seinen Plan, nach Lübeck zu gehen, wo er eine Anstellung in Aussicht hatte, konnte Ursinus nicht verwirklichen, da Norddeutschland mittlerweile durch die schwedischen Truppen und ihre Verbündeten voll vom Kriegsgeschehen erfasst war. Unter materiell sehr beengten Verhältnissen harrte er daher zunächst in Mainz aus, das bereits 1631 von den Truppen Gustav II. Adolfs eingenommen worden war. Auf Anordnung des schwedischen Reichskanzlers Axel Oxenstierna wurde Ursinus 1632 zum Rektor des neu eingerichteten evangelischen Gymnasiums in Mainz ernannt. Bereits 1633 trat Ursinus von diesem Posten wegen übergroßer Arbeitsbelastung wieder zurück und plante zunächst, seine Studien in Straßburg wieder aufzunehmen. Er entschied sich jedoch für die Annahme einer freigewordenen Pfarrstelle in Weingarten, die er im selben Jahr antrat. Nach der schwedischen Niederlage in der Schlacht bei Nördlingen 1634 wendete sich das Kriegsglück wieder zugunsten der katholischen Seite und Ursinus musste mit etlichen Gemeindemitgliedern ins nahe Speyer fliehen, wo er 1635 eine Prediger- und Lehrstelle erhielt. Ab dem 24. Februar 1643 war er Pfarrer an der St.-Georgen-Kirche in Speyer. Dieses Amt hatte er bis 1655 inne, als er ein Angebot aus Regensburg annahm, wo er Superintendent wurde. In diesem Amt verblieb er bis zu seinem Tod 1667 im Alter von 59 Jahren.
1634 heiratete Ursinus in Weingarten Susanna Franken, eine Pfarrerstochter. Sie starb 1645 im Alter von 33 Jahren, nachdem sie sechs Kinder geboren hatte, von denen drei Töchter die Kindheit überlebten. Nach dem Tod seiner ersten Frau heiratete Ursinus im selben Jahr erneut und hatte mit seiner zweiten Frau Anna zehn weitere Kinder, von denen sechs das Kindesalter überlebten.

## Wirken als Autor

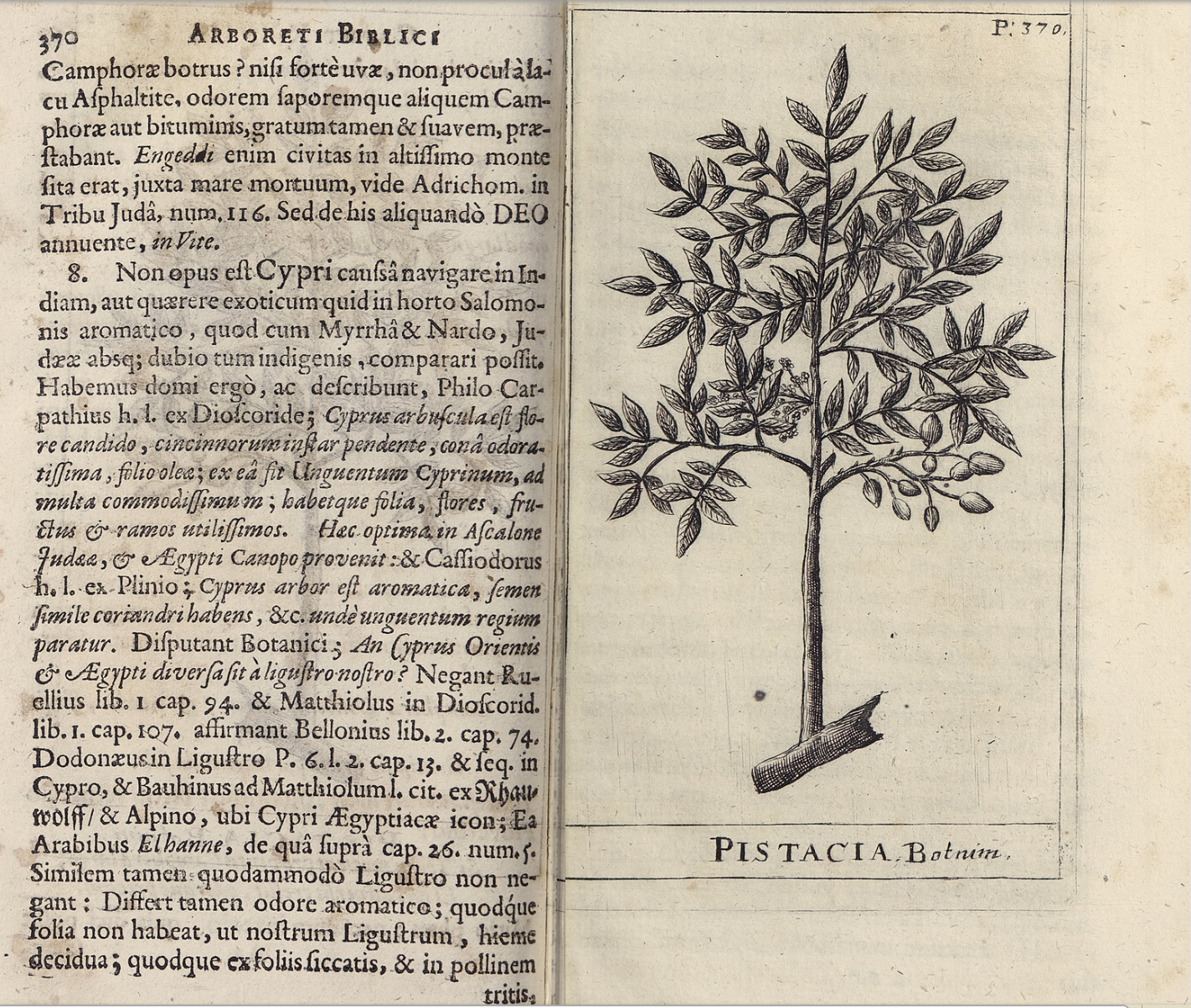
Seite aus dem Arboretum biblicum

Vor allem in seiner Regensburger Zeit, in der er wohl erstmals Zeit hierfür hatte, entfaltete Ursinus eine außerordentlich rege Aktivität als Autor theologischer und anderer Werke.
Lutherisch-orthodoxe Theologie
In seinen theologisch-polemischen Werken suchte er einen historischen Beweis zu führen, dass die lutherische Kirche der Gegenwart genau den Anweisungen der Bibel folge. Zwei seiner Werke (Passionale Qvadruplex und De Zoroastre Bactriano) wurden 1661 bzw. 1677 durch die römisch-katholische Glaubenskongregation auf den Index gesetzt. In dem zweitgenannten Werk kam Ursinus durch quellenkritische Untersuchungen zum Schluss, dass die Zoroaster zugeschriebenen Werke und die Werke des mythischen Hermes Trismegistos (das Corpus Hermeticum) nicht aus biblischer Zeit stammen könnten, sondern von griechischen Neuplatonikern aus der Zeit nach Christi Geburt stammen müssten und daher nicht für die Bibel-Exegese hinzugezogen werden dürften, wie dies beispielsweise die Cambridger Platoniker versuchten. 1656 äußerte er sich in Novus Prometheus ablehnend zur Präadamiten-Theorie des Isaac de La Peyrère.
Auch auf dem Gebiet der Missiologie vertrat Ursinus eine lutherisch-orthodoxe Theologie. Er trat vor allem dem pietistisch-spiritualistischen Baron Justinian Ernst von Welz entgegen, der  die evangelische Christenheit mit Nachdruck zur Aussendung von Missionaren nach Übersee aufforderte und dabei die Wiedererweckung des Apostolats erhoffte. Dies lehnte Ursinus entschieden ab und äußerte sich gegenüber Welz polemisch: „Hört einmal auf zu träumen. […] Ists jemand schuldig, so seid ihr schuldig vor allen, weil ihr einen sonderbaren Beruf und göttlichen Trieb, d.h. eine außerordentliche Berufung, wie ihr euch einbildet, dazu habt, den sonst noch kein ein[z]iger wahrer, frommer Christ hat oder fühlen kann.“
"Botanik der Bibel"
Bekannt ist auch sein 1663 in Nürnberg erschienenes Arboreticum biblicum. In diesem Werk versuchte Ursinus in Analogie zu dem Hierozoikon (1663) des Samuel Bochart, in dem die in der Bibel vorkommenden Tiere beschrieben wurden, eine „Botanik der Bibel“, d. h. eine umfassende Darstellung der in der Bibel vorkommenden Pflanzen, zu verfassen. Das Werk fand eine Fortsetzung in seiner 1665 erschienenen Continuatio historiae plantarum biblicae. In seiner Silva theologiae symbolicae beschäftigte er sich mit dem Symbolgehalt von Pflanzen in der Bibel. Ursinus’ Arbeiten zur biblischen Botanik wurden später durch die Werke Matthaeus Hillers (Hierophyticon, 1725) und Olof Celsius des Älteren (Hierobotanicon, 1745–1747) verdrängt und gerieten danach in Vergessenheit. Die Pflanzengattung Ursinia wurde durch den Botaniker Joseph Gärtner nach Ursinus benannt.
Ursinus betätigte sich in Regensburg auch als Pädagoge und nahm aktiven Einfluss auf den Lehrstoff des Gymnasium Poeticum.

## Werkauswahl
Eine umfassende Auflistung von Werken Ursinus findet sich auf den Webseiten des Münchener Digitalisierungszentrums. Im Folgenden sind beispielhaft einige Werke aufgeführt.
- Passionale Qvadruplex, Historicum, Propheticvm, Typicum, Symbolicum; Frankfurt 1654 [Hermsdorff]
- Novus Prometheus, praeadamitarum plastes ad Caucasam relegatus & religatus, Schediasma Iohannis Henrici Ursinus Spirensis; Frankfurt 1656 [Hermsdorff]
- Eigentlicher Abrieß Eines rechtschaffenen wolbestellten Lateinischen Gymnasii, Und Welches die rechte Alte Lehr-Art seye die Lateinische Sprach kurtz und gründlich zubegreifen?; Regensburg 1660
- Joh. Henrici Ursini De Zoroastre Bactriano, Hermete Trismegisto, Sanchoniathone Phoenicio, eorumq[ue] scriptis, & aliis, contra Mosaicae Scripturae antiquitatem; Nürnberg 1661 [Endter]
- Historisch- und Theologischer Bericht Vom Unterschied Der Religionen heutiges Tags auf Erden Und Welches der waare allein-seligmachende Glaube seye; Nürnberg 1663 [Freysinger]
- Johannis Henrici Ursini, Ecclesiae Ratisponensis Superintendentis Arboretum Biblicum; Nürnberg 1663 [Tauber]
- Compendium Logicae Aristotelicae; Regensburg 1664 [Fischer]
- Rudimenta Grammaticae Paradigmaticae & Dogmaticae, Sive Facilis & jucunda Latinam Linguam addiscendi Ratio; Nürnberg 1664 [Tauber]
- Allgemeine Päpstische Religions-Scrupel, Durch welche man fromme Christen zum Abfall verleyten und bewegen will, Daß sie sich lieber zur Römisch-Päpstischen als einig anderer Versamlung der Christenheit sollen halten; Nürnberg 1664 [Freysinger]
- Encyclopaedia Scholastica, Sive Artium quas vocant Liberalium Prima Rudimenta; Nürnberg 1665 [Tauber]
- Continuatio historiae plantarum biblicae; Nürnberg 1665 [Tauber]
- Joh. Henrici Ursini silva theologiae symbolicae; Nürnberg 1665 [Tauber]
- Joh. Henrici Ursini Lebens-Lauff; Regensburg 1666 [Fischer]